# 李诗颖
李诗颖（1918年4月30日—2018年7月2日），北京人，祖籍福州閩侯。美国发明家，企业家，工程师和物理学家，麻省理工学院的荣誉退休教授。他因有关流体动力学技术的研究和创新而知名。美国国家工程院院士。

## 家庭
其兄李耀滋亦为美国国家工程院院士。伯父李景铭为清末进士，叔父李乔苹为化学家。诺贝尔化学奖得主钱永健是其外甥。 